# DEV LARGE
DEV LARGE（デヴラージ、本名：今 秀明（こん ひであき）、1969年11月24日 - 2015年5月4日）は、日本のヒップホップミュージシャン、MC、トラックメイカー、プロデューサー、DJ、リミキサー。1990年代にBUDDHA BRANDのMC、リーダーとして活動。2005年にアーティスト名をD.Lに改名。また、レーベル「EL DORADO RECORDS」及び「DEVASTATOR RECORDING」の総帥を務めた。愛称は「コンちゃん」。

## 来歴

### 生い立ち〜BUDDHA BRAND
1969年、東京都渋谷区代々木に生まれる。小学4年生の時に親の転勤に伴い、中学卒業までニューヨークで暮らす。その後、日本に戻り高校を卒業。1988年、再び渡米しニューヨークでCQ、NIPPS、DJ MASTERKEYと、ヒップホップグループ「うわさのチャンネル」を結成。1990年にグループ名をBUDDHA BRANDに改名し、本格的に活動を開始。この頃、アメリカ・ニューヨークのヒップホップグループ、ウルトラ・マグネティック・MC'Sと親交があり、ウルトラ・マグネティック・MC'Sの楽曲「Two Brothers with Checks（The Four Horsemen）」のミュージック・ビデオにカメオ出演している。1995年に日本に帰国し、LAMP EYEの楽曲「証言」に参加。
1996年5月22日、BUDDHA BRANDのMCとして、シングル「人間発電所」でcutting edgeよりデビュー。同年7月7日に開催されたヒップホップイベント「さんピンCAMP」に出演し、BUDDHA BRANDとしての出演に加え、BUDDHA BRANDとSHAKKAZOMBIEのユニット大神としての出演やLAMP EYEの「証言」のMCとして出演した。1998年、レコードレーベル「EL DORADO RECORDS」を設立。同レーベルからLUNCH TIME SPEAX、SUIKENを輩出する。
BUDDHA BRANDは2000年までにシングル4枚、ミニアルバム1枚、ベストアルバム1枚を発表し、以降はBUDDHA BRANDとしての活動は休止状態となる。

### 客演〜ソロ活動
BUDDHA BRAND時代から多岐にわたる客演や楽曲提供等でも活動し、2000年以降もNIPPSの楽曲「GALAXY PIMP 3000」、「GOD BIRD」や、DJ MASTERKEYの楽曲「ONE LIFE」等に客演。ミクスチャーロックバンドYKZによるザ・モップスのカバー「御用牙〜牙のテーマ〜」ではNIPPSと共にラップではなく歌を披露した。2002年のフジロックフェスティバルでのYKZのステージにもNIPPSと共にゲスト出演しており、このライブではBUDDHA BRANDの楽曲からのラップも披露された。
2004年の加藤ミリヤのデビューシングル収録曲「夜空」のプロデュースを務め、制作にあたっては「発電所使って全然いいから。せっかくだったら一緒に色々なことをやろう。BUDDHAのメンバーも集めるから」と加藤に述べ、同曲ではBUDDHA BRANDの「人間発電所」がサンプリングされた。また、同シングルに収録されているリミックスバージョン「夜空〜DO THE BOBO JAMES RMX.〜CD version」は、NIPPS、CQと共にラップで参加した。
2004年6月19日、K DUB SHINEへのDIS曲「ULTIMATE LOVE SONG」を発表し、ビーフに発展する。K DUB SHINEがアンサーソング「1 THREE SOME」を返すと、そのアンサーソングとして「前略ケイダブ様」を発表。
2005年3月30日、DEVLARGE THE EYEINHITAE名義で1stインストアルバム『KUROFUNE 9000』をLibyus Musicから発売。同アルバムは約1ヶ月という短期間で制作され、インストゥルメンタルの作品である事については「BUDDHA BRANDのリーダー、ラッパーというイメージを壊したかった」と述べ、自身がトラックメイカー、プロデューサー、コンポーザーであるという事を改めて示したかったとしている。同年、BUDDHA BRANDのMC3名によってILLMATIC BUDDHA MC'sを結成。
2005年11月23日、D.L名義でシングル「D.L presents THE SINGLE ; MUSIC REVOLUTION β」をNeOSITEから発売。また、自身が過去にプロデュースした楽曲のコンピレーションアルバム『HIS MASTERS WORKS』も同日に発売。
2006年4月12日、シングル「盲目時代〜BLIND AGE 2006〜」を発売。同年11月29日、初のスタジオ・アルバム『THE ALBUM (ADMONITIONS)』を発売。収録曲「鋼鉄のBLACK / PUNCHLINE B.B. & ミドリのBRUCE BURNER」のミュージック・ビデオが、SPACE SHOWER Music Video Awardsの「BEST HIP-HOP/R&B VIDEO部門」にノミネートされる。

### 突然の死
2009年5月27日、日本のヒップホップの楽曲から選りすぐったコンピレーション・ミックスCD『HARD TO THE CORE version 1』を発売。日本のヒップホップを立て直すプロジェクト「BACK TO DA HIP HOP」の下でDEV LARGEが完全監修し、MSCらによる「暴言」等の入手困難であった音源も収録された。また、マイク・リレー物が多く収録されており、「そういうところでお得感を出したかった」と述べた。
2009年12月2日、日本のヒップホップの楽曲から選りすぐったコンピレーション・ミックスCD『DJ BOBO JAMES a.k.a D.L.presents ABSOLUTELY BAD 〜日本語ラップ黄金期セレクション外伝〜』を発売。同作品は2000年前後に発表された楽曲を中心に選曲。キミドリの「八方美人」等の入手困難であった音源も収録。
2010年4月から渋谷のクラブ「THE ROOM」にて、クボタタケシと共にイベント「DOUBLE SIDER」を開始。
2011年1月19日にはBUDDHA BRAND関連音源を使用したミックスCD『D.L presents : Official Bootleg Mix-CD "ILLDWELLERS" g.k.a ILLMATIC BUDDHA MC'S Mixed by MUTA』をcutting edgeより発売。BUDDHA BRANDのメンバーそれぞれのソロ作品や客演作品からも選曲されており、ミックスはCQから紹介されたDJ MUTA（JUSWANNA）が担当した。このミックスCDを制作することになったきっかけについて、「出来の悪いBUDDHA BRANDのミックスCDが半ばオフィシャルな状態で勝手に出されてる」との報告を受け、「変なもんをブッダのファンが掴まされないためにオフィシャルを作らなければならないと思わされた。」とコメントしている。
2011年5月11日、BUDDHA BRANDや自身のソロ、プロデュース用に制作した未発表楽曲を収めた2ndインストアルバム『OOPARTS(LOST 10 YEARS ブッダの遺産)』を発売。タイトルは、「場違いな工芸品」を意味するオーパーツと、色々な時代の様々な音楽からサンプリングして制作した事と照らし合わせて名付けられた。
2013年12月28日、代官山UNIT+SALOONで行われたイベント「IN BUSINESS」に出演。
2014年9月26日、自身が約10年前に発売し廃盤となっていたミックステープシリーズ『Ghetto Funk』をCDで再発売。併せて新作『Ghetto Funk Vol.3』も発売。
Pヴァインとタワーレコードとのコラボレーションによるジャズ・ファンクに焦点をあてたミックスCDシリーズ企画『FREEDOM JAZZ FUNK』の第1弾として2014年12月24日に「Everything I Dig Gonna Be Funky」を発売。2015年4月2日には、第2弾「Mellow Storm」を発売。
2015年5月4日早朝に急逝。5月5日にKダブシャイン、ZeebraらがTwitter等のSNSで報じ、6日には所属レーベルのPヴァインによって公式に発表された。同年6月25日、東京・SOUND MUSEUM VISIONにて追悼イベント「D.L PRESENTS HUSTLERS CONVENTION NIGHT」が開催され、BUDDHA BRANDのメンバーであるCQ、NIPPS、DJ MASTERKEYのほか、ECD、ILLICIT TSUBOI、Kダブシャイン、SHAKKAZOMBIE、スチャダラパー、YOU THE ROCK★、RHYMESTERなどが出演。同イベントは7月15日（14日深夜）にスペースシャワーTVの番組『Black File』でCQ、NIPPS、K-BOMBがDEV LARGEを語る対談などと併せて放送された。

## 人物
BUDDHA BRANDでは、全てのプロデュースを担っており、自主の全てのジャケット、ブックレット、フライヤー、Tシャツ等のデザインも手がけた。
膨大な数のレコードコレクターでもあり、ヒップホップ以外にもソウル、ファンク、ジャズ、ロック、日本の歌謡曲等のレコードも収集している。初めて買ったレコードは、小学生のときに日本で買ったダウンタウンブギウギバンドの『白昼の死角』。アメリカで初めて買ったレコードは、アフリカ・バンバータの『プラネット・ロック』。
デビュー前にブルックリンの「ファンキー・スライス・スタジオ」でインターンシップとして働いていた。
2009年のインタビューでは、一番カッコ良いと思う日本のラッパーとしてTWIGYとRINOの名前を挙げている。

## アーティスト名
DEVについては、アメリカのスラングで「FAT」は良いイメージであるにもかかわらず日本での俗称である「デブ」にはネガティブイメージしかなく、それを変えたいと思ったことに加え、アジ（インドの神）デブ・ラ・アジから来ている。LARGEについては、当時「LARGE」という言葉が流行っていたことや、グラフィティ時に「DEV-L」を使用していたこと、アメリカの音楽プロデューサー、ラージ・プロフェッサーが好きであったことなどから付けられた。2005年にソロ活動を本格化させるにあたり、MC名をD.Lに改名。DJでは主にBOBO JAMES名義を使用し、その他以下の多数の別名義（aka）を持っている。なお、BUDDHA BRANDメンバーや関係者からは本名をもじった「コンちゃん」「ヒデ」などと呼ばれることも多かった。
- 大峠雷音
- BUDDHA FACE ILLER
- DEV MOB X
- PUNCH LINE BB
- MONEV MILS
- ジミーチョットヘンデス
- SICK KING
- Mellow Tongue Nice
- D MOTHER FUCKIN' L
- SON GOD 1
- DANGEROUS MOUTH
- LOW VOICE
- DEADLY LION
- MR. ANALOG
- 千目多移嘆
- どまぐれ気質なHUSTLER BOSE
- DEV LARGE THE EYEINHITAE[注 5]

## ディスコグラフィ

### アナログ
- DEAD FUNKY PRESIDENT UNTOUCHABLE BUDDHA FUNK JAZZ（2000年、Hustler Bose Recordings）
- (IT'S THE) MUSIC / 結利大（2005年3月30日、DEVASTATOR RECORDING[29]） 500枚限定
- MUSIC （2005年11月23日、ファイルレコード）
- KUROFUNE9000 [BLACK SPACESHIP]（2枚組）（2006年3月6日、Libyus Music）
- 盲目時代〜BLIND AGE 2006〜 feat.響言奏 （2006年4月13日、NeOSITE）
- 鋼鉄のBLACK （2006年10月13日、キューンミュージック）

### MIX CD
- 『HARD TO THE CORE version 1』 （2009年5月27日、Bad News）
- 『DJ BOBO JAMES a.k.a D.L.presents ABSOLUTELY BAD 〜日本語ラップ黄金期セレクション外伝〜』 （2009年12月2日、Bad News）
- 『D.L presents : Official Bootleg Mix-CD "ILLDWELLERS" g.k.a ILLMATIC BUDDHA MC'S Mixed by MUTA』 （2011年1月19日、cutting edge）
- 『Ghetto Funk Vol.0』 （2014年9月26日、DEVASTATOR RECORDING） 再発
- 『Ghetto Funk Vol.1』 （2014年9月26日、DEVASTATOR RECORDING） 再発
- 『Ghetto Funk Vol.2』 （2014年9月26日、DEVASTATOR RECORDING） 再発
- 『Ghetto Funk Vol.3』 （2014年9月26日、DEVASTATOR RECORDING）
- 『FREEDOM JAZZ FUNK “Everything I Dig Gonna Be Funky”』 （2014年12月24日、Pヴァイン） タワーレコード限定販売
- 『FREEDOM JAZZ FUNK “Mellow Storm”』 （2015年4月2日、Pヴァイン）

## 参加楽曲

### 客演
- 「XXX-LARGE Pt.2」 MURO feat. DEV-LARGE & GORE-TEX （『DAI SAN DANRAKU 97 PAGE』に収録）
- 「証言」 LAMP EYE （7番を客演）
- 「BLACK MONDAY」 YOU THE ROCK feat. MIC MASTERZ （MACKA-CHIN, SHIKI, HAB, GAMA, YOTTY, E.G.G. MAN, RINO, G.K.MARYAN, PATRICK, DAMAGE, TWIGY, MUMMY-D, DEV-LARGE）
- 「REALIZE」 bird feat. SUIKEN, DEV LARGE
- 「BIG CITY」 MOOMIN feat. DEV LARGE
- 「カモ狩り （COMIN' AT CHA BABY PT.2）」 HUSTLER BOSE & SUIKEN
- 「WHO'S THAT? a.k.a. LIVE」 SHAKKAZOMBIE feat. DEV LARGE
- 「盲目時代」 DEV LARGE, HIBAHIHI
- 「DANCEHALL CHECKER」 V.I.P. CREW
- 「NO JOKE TALKS」 YOU THE ROCK★ feat. G.K. MARYAN, DEV LARGE
- 「THE PROFESSIONAL ENTERTAINER （the living legend）」 YOU THE ROCK★ feat. NIPPS, DEV LARGE
- 「PLAYER'S DELIGHT （GOING BACK TO MY ROOTS MIX）」 DEV LARGE, TWIGY, ZEEBRA
- 「PLAYER'S DELIGHT （NO LOOK PASS Mix）」 TWIGY feat. ZEEBRA, DEV LARGE
- 「PLAYER'S DELIGHT （ZBR-5000 mix）」 ZEEBRA feat. TWIGY and DEV LARGE
- 「カリ 〜 It's My Turn」（TAPEのみ） DEV LARGE
- 「SOUL DIVER」 LUNCH TIME SPEAX feat. DEV LARGE
- 「（オマエもこの気持良さにやられちまいな） 止マッテタマッカ -DL RMX-」 LUNCH TIME SPEAX
- 「GALAXY PIMP 3000」 NIPPS feat. MURO, DEV LARGE
- 「ONE LIFE」 DJ MASTERKEY feat. DEV LARGE, SUIKEN, NIPPS （『DADDY'S HOUSE Vol.1』 に収録）
- 「Dispatch」 m-flo feat. DEV LARGE, NIPPS & Vincent Galluo
- 「サイコロ52」（未発表） DJ MASTERKEY feat. CQ, NIPPS, DEV LARGE
- 「HOW MANY MORE TIMES」 高崎晃 / DEV LARGE（LOUDNESSのトリビュートアルバム『Rock'n Roll Crazy Night』収録）
- 「GOD BIRD」 NIPPS feat. KB, XBS, GORE-TEX, DEV MOB X （『MIDORINOGOHONYUBI ... 』 に収録）
- 「PARTNERS IN CRIME」 NIPPS feat. PUNCH LINE BB, XBS, GORE-TEX （『MIDORINOGOHONYUBI ... 』 に収録）
- 「VENOM 2002」 NIPPS feat. TWINKLE, EMBRYO, BIGZAM, GORE-TEX, MONEV MILS （『MIDORINOGOHONYUBI ... 』 に収録）
- 「CHECKMATES」 MURO feat. DEV LARGE （『Sweeeet Baaad A*s Encounter』 に収録）
- 「御用牙〜牙のテーマ〜」 YKZ feat. NIPPS & DEV LARGE
- 「NOBODY BEAT THE B-O-O」 BOO feat. DEV LARGE & AFRA
- 「XXX LARGE （DJ BEN THE ACE REMIX）」 MURO feat. DEV LARGE, GORE-TEX
- 「IN THE HOUSE D.L. REMIX」 XBS （Remixed by DEV LARGE）
- 「Soul Brotha」 KAMINARI-KAZOKU. feat. DEN, SICK KING
- 「リーグ オブ レジェンド」 スチャダラパー feat. DEV LARGE, CQ
- 「ULTIMATE LOVE SONG」 DEV LARGE
- 「前略ケイダブ様」 DEV LARGE
- 「鼓動」 RICE feat. D.L.
- 「夜空 -DO THE BOBO JAMES RMX.-」 加藤ミリヤ feat. ILLMATIC BUDDHA MC'S
- 「毒立毒歩」 I-DeA feat. 漢 & DEV LARGE
- 「ULTIMATE LOVE SONG （LETTER）」 I-DeA feat. MONEV MILS & 漢
- 「AT THE FEVER」 加藤ミリヤ feat. DEV LARGE, NIPPS, TWIGY, SHINNOSK8
- 「FIVE DEADLY MICS」 UZI feat. KENTA5RAS, DEV LARGE, 秋田犬どぶ六, MACCHO
- 「湾岸ドライブ」 刃頭 feat. CQ + DEV LARGE
- 「毒立毒歩 -remix-」 漢 feat. DEV LARGE （remixed by MAKI THE MAGIC）
- 「五獣塔 D.O.H.C.」 TOJIN BATTLE ROYAL feat. 千目多移嘆

### プロデュース
- Go Morita「DO YO THANG」（作詞・作曲、1998年2月11日）
V6のアルバム『SUPER HEROES』に収録。
- りょう「Indigo Blue」（編曲、1998年）
- 嶋野百恵「Meeting<虚飾のブッダのテーマRemix>」（編曲、2001年11月21日）
シングル「Meeting」に収録。
- 嶋野百恵「静かに逃して。」(作曲・編曲)
- SUIKEN「Alkman」
- MOOMIN「夏の終わり」
- Lunch Time Speax「MAN TRACK」
- FUSION CORE「リーサル・ウエポン feat.パピー飛葉」
- IQ「サクラサイズ feat.Mr.Pow」

### CM
- 「JINRO CM 飲みニケーション篇」 作曲：DEV LARGE 作詞：TWINKLE

## 雑誌
- blast 「The World Of Buddha Brand」（連載）
- 『<月刊RAP PRESENTS> RAP!!』創刊号（ロングインタビュー、2008年、Da.Me.Records）